# استن بیلینگتون
استن بیلینگتون (انگلیسی: Stan Billington؛ ۲۳ فوریه ۱۹۳۷ – ۲۰۱۱ (۷۳−۷۴ سال)) بازیکن فوتبال بود.
از باشگاه‌هایی که در آن بازی کرده‌است می‌توان به باشگاه فوتبال اورتون، باشگاه فوتبال ترانمره راورز، و باشگاه فوتبال آلترینچام اشاره کرد.